# Ernst Dohm

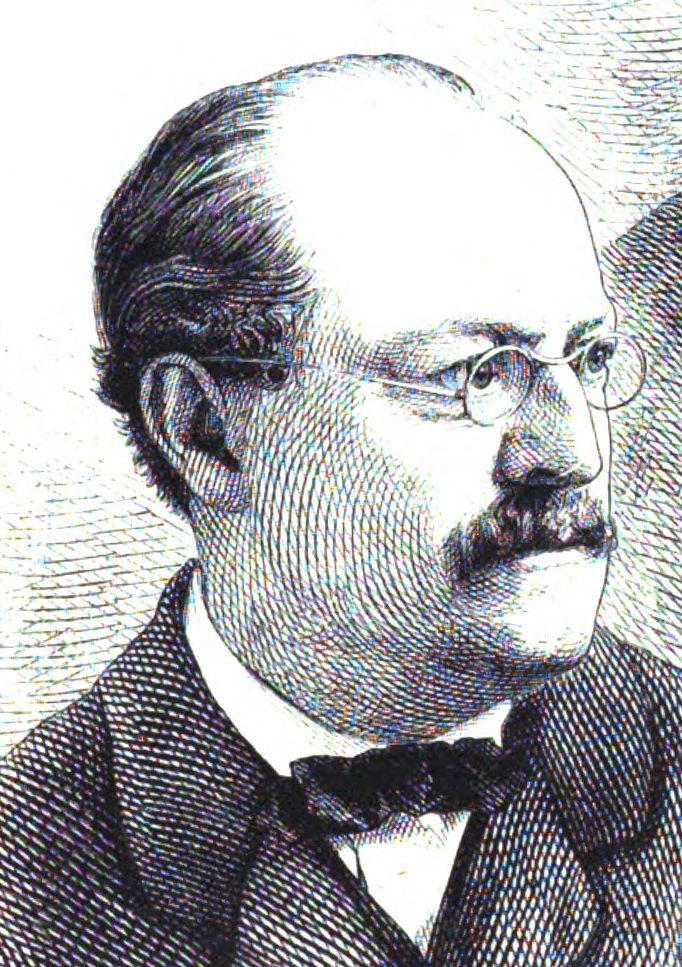
Ernst Dohm, 1867. Grafik von Adolf Neumann.

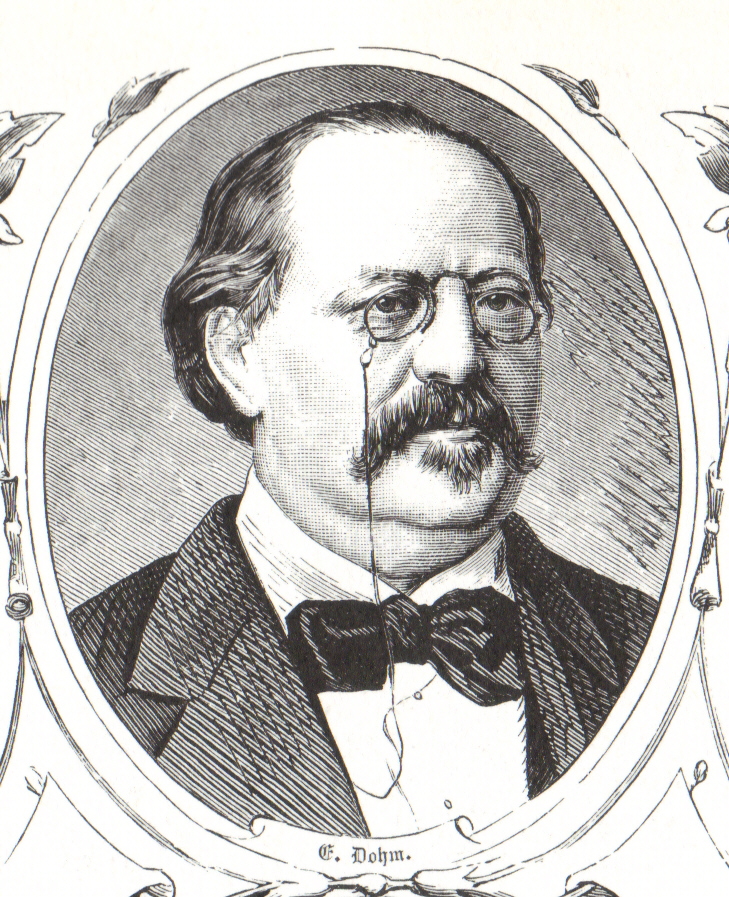
Ernst Dohm, Illustrirte Zeitung, Ausgabe vom 3. Januar 1880

Friedrich Wilhelm Ernst Dohm (geboren als Elias Levy; * 24. Mai 1819 in Breslau; † 5. Februar 1883 in Berlin) war ein deutscher Redakteur, Schriftsteller und Übersetzer.

## Leben und Werk
Elias Levy wurde 1819 in Breslau als Sohn eines jüdischen Kaufmanns geboren. Seine Familie ließ sich 1828 taufen und nahm den Namen Dohm an; Elias bekam den neuen Vornamen Ernst. Ernst Dohm studierte Theologie und Philosophie an der Universität Halle, unter anderem bei August Tholuck. Nach einer kurzen Tätigkeit als Pfarrer arbeitete er als Literaturkritiker für diverse Blätter, darunter Der Gesellschafter oder Blätter für Geist und Herz (herausgegeben von Friedrich Wilhelm Gubitz) und das Magazin für die Litteratur des Auslandes. Als im Revolutionsjahr 1848 der Kladderadatsch gegründet wurde, eine politisch-satirische Zeitschrift, war Dohm einer der ersten Mitarbeiter. Er entwickelte ein besonderes Talent für meist in Reime gekleidete politische Satire und wurde 1849, ein Jahr nach Gründung der Zeitschrift, zum Chefredakteur ernannt.

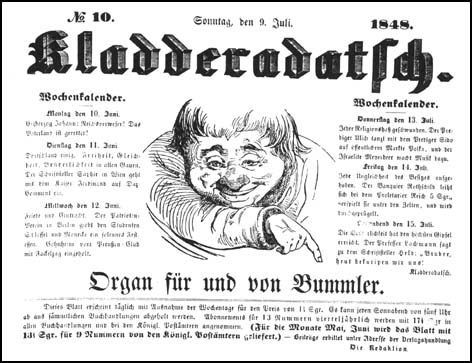
Titelseite des Kladderadatsch Nr. 10 vom 9. Juli 1848

Unter der Leitung Dohms entwickelte sich der Kladderadatsch zu einer der bedeutendsten satirischen Zeitschriften Deutschlands, die auch auf die öffentliche Meinungsbildung zunehmend Einfluss nahm. So schürte die Zeitschrift eine Abneigung gegen den französischen Kaiser Napoléon III., der Preußen schließlich am 19. Juli 1870 den Krieg erklärte. In den 1860er Jahren gab Dohm seiner Zeitschrift eine zunehmend nationalliberal-konservative Tendenz, die sich unter anderem in einer positiven Bewertung des Reichskanzlers Otto von Bismarck und einer Kritik an der aufkommenden Sozialdemokratie ausdrückte. Die etwa 1879 aufkommende protektionistische Wirtschaftspolitik Bismarcks wurde dagegen auch kritisch beurteilt.

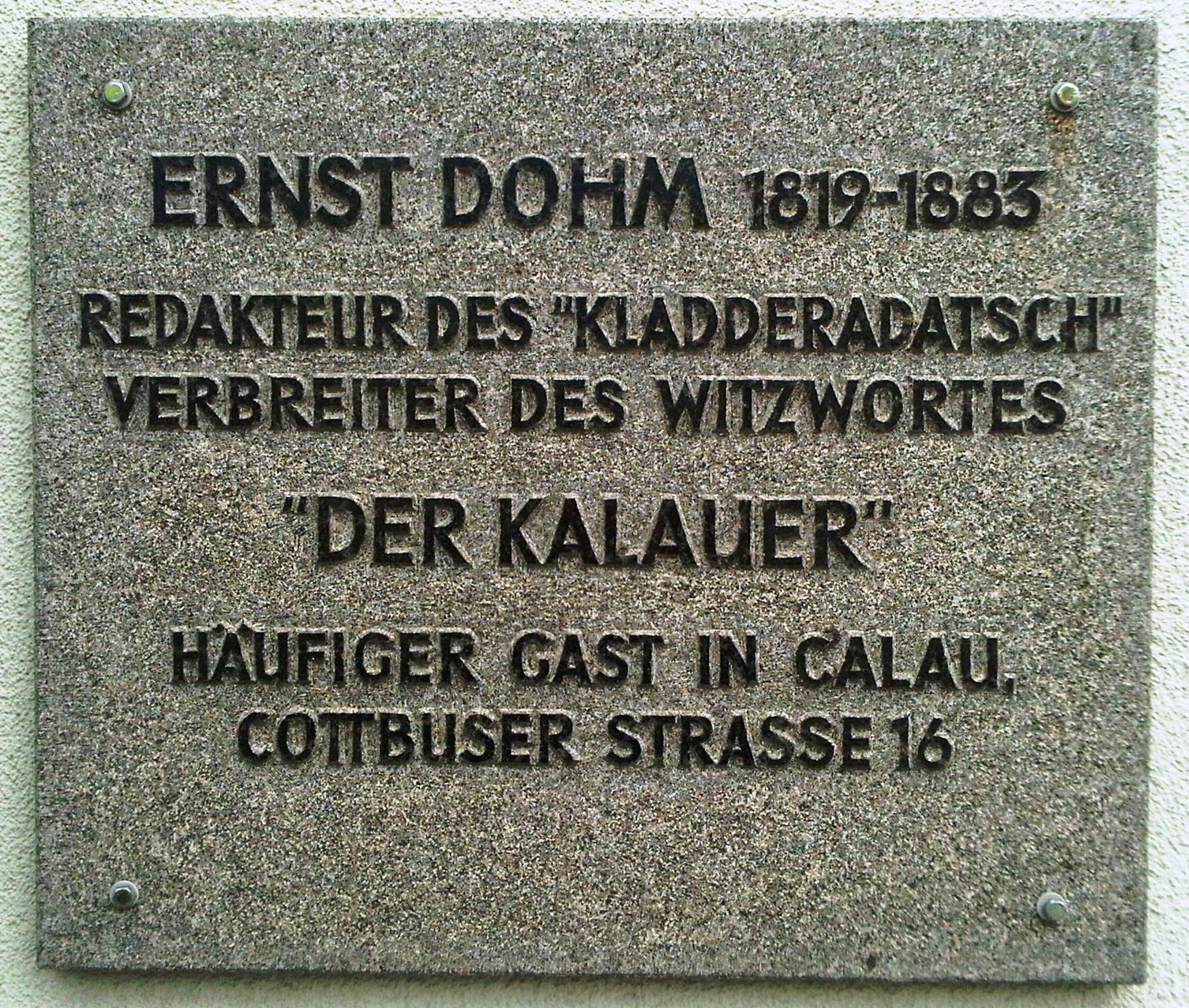
Gedenktafel in Calau

Ihm wird auch die Prägung des Kalauers zugeschrieben. Dohm verbrachte mehrere Urlaubsaufenthalte in der südbrandenburgischen Kleinstadt Calau und veröffentlichte dabei die teilweise derben Wortwitze der Schuster unter der Rubrik „Aus Kalau wird berichtet“.  Seit 2011 führt ein Witzerundweg in der Stadt unter anderem zu einer Gedenktafel, die an seine Besuche in der Stadt und seine Verdienste für die Kalauer erinnern soll.
Neben seiner Tätigkeit für den Kladderadatsch veröffentlichte Dohm einige selbstständige Werke. Im Jahr 1849 erschien Der Aufwiegler in der Westentasche, eine Sammlung von Satiren. 1864 folgte der Der trojanische Krieg, in dem Dohm satirisch die Gesellschaft und Politik des Jahres 1850 porträtierte. Überdies trat Dohm als Übersetzer hervor. Er übertrug mehrere Fabeln von La Fontaine sowie Libretti zu Operetten des Komponisten Jacques Offenbach, beides aus dem Französischen.
1853 heiratete Dohm die Schriftstellerin und Frauenrechtlerin Hedwig Schlesinger, mit der er fünf Kinder hatte: Hans Ernst Dohm (1854–1866); Hedwig Dohm (1855–1942), die den Mathematiker Alfred Pringsheim heiratete, Ida Marie Elisabeth Dohm (* 1856, verheiratete Rosenberg), Marie Pauline Adelheid Dohm (* 1858, verheiratete Gagliardi) und Eva Dohm (* 1860, verheiratete Klein, verheiratete Bondi). Über seine Tochter Hedwig war er Großvater von Katharina „Katia“ Pringsheim, der Ehefrau Thomas Manns; er starb kurz vor ihrer Geburt. Gemeinsam mit seiner Frau errichtete Ernst Dohm einen Literatursalon in der Potsdamer Straße in Berlin. Die Treffen, die seit Mitte der 1870er Jahre jeweils montags stattfanden, wurden vor allem wegen des beliebten, humorvollen Gastgebers geschätzt. Unter anderem verkehrten dort Ferdinand Lassalle, Fanny Lewald, Franz Liszt und dessen Tochter Cosima Wagner. Nach dem Tod Dohms wurde der Salon von seiner Frau fortgeführt.
Ernst Dohm starb 1883 im Alter von 63 Jahren in Berlin. Seine letzte Ruhestätte fand er, wie später seine Frau, auf dem Alten St.-Matthäus-Kirchhof in Schöneberg. Sein Grab ist nicht erhalten geblieben.